# Вашингтон (округ, Флорида)
Ва́шингтон (англ. Washington county) — округ штата Флорида Соединённых Штатов Америки. На 2000 год в нем проживало 20 973 человека. По оценке бюро переписи населения США в 2008 году население округа составляло 23 928 человек. Окружным центром является город Чипли. Округ Вашингтон является одним из «сухих» округов, то есть в нем действует «сухой закон».

## История

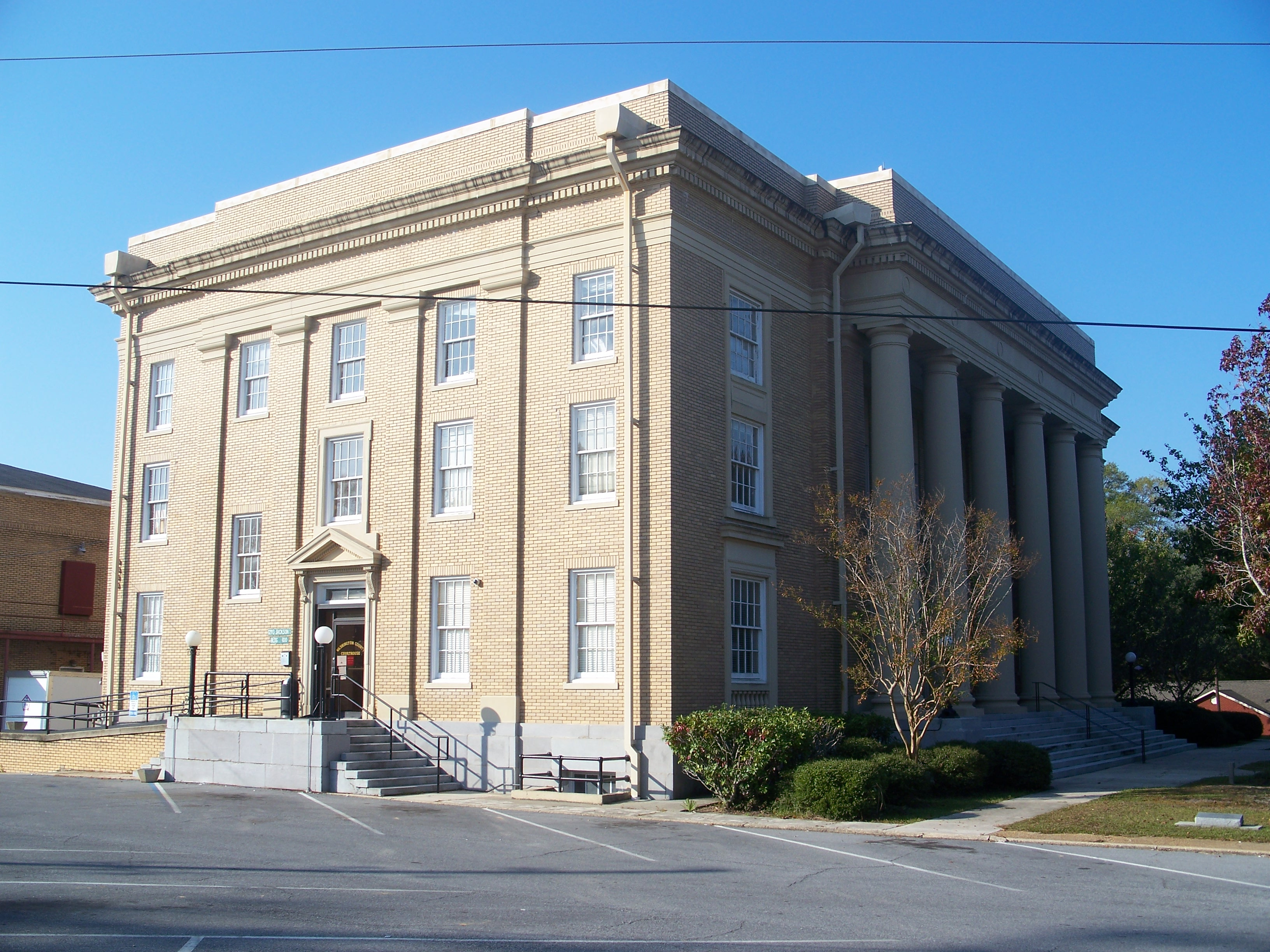
Окружной суд округа Вашингтон

Округ Вашингтон был сформирован в 1825 году. Он был назван в честь Джорджа Вашингтона, первого президента США.